# Dronninglund Kommune
Dronninglund Kommune i Nordjyllands Amt blev dannet ved kommunalreformen i 1970. Ved strukturreformen i 2007 blev kommunen sammenlagt med Brønderslev Kommune, som også lagde navn til den nye kommune.

## Tidligere kommuner
Dronninglund Kommune blev dannet ved sammenlægning af følgende 3 sognekommuner:
| Kommune       | Folketal 1. januar 1970 | Byer                           |
| ------------- | ----------------------- | ------------------------------ |
| Dronninglund  | 9.148                   | Aså, Dronninglund og Hjallerup |
| Hellevad-Ørum | 2.334                   | Klokkerholm                    |
| Voer          | 2.241                   | Flauenskjold og Agersted       |
| I alt         | 13.723                  |                                |

## Sogne
Dronninglund Sogn var Danmarks største i areal. Som sognekommune blev det delt i 5 sognefogeddistrikter: Hjallerup, Bolle, Strand, Ørsø og Dorf. Efterhånden blev der opført filialkirker i nogle af distrikterne: Aså Kirke i 1886-87, Dorf Kirke i 1899-1900, Hjallerup Kirke i 1902-03 og Melholt Kirke i 1911. Men frem til 1970 blev Dronninglund ved med at være én sognekommune.
Følgende sogne indgik i Dronninglund Kommune, alle fra Dronninglund Herred:
- Aså Sogn med Melholt Kirkedistrikt
- Dronninglund Sogn med Dorf Kirkedistrikt
- Hellevad Sogn
- Hjallerup Sogn
- Voer Sogn med Agersted Kirkedistrikt
- Ørum Sogn

## Borgmestre[3]
| Periode   | Navn                | Parti   |
| --------- | ------------------- | ------- |
| 1970–1978 | Christian I. Hansen | Venstre |
| 1978–1990 | Jørgen B. Holst     | Venstre |
| 1990–2002 | Poul Møller         | Venstre |
| 2002–2006 | Mikael Klitgaard    | Venstre |

## Navnet
Ved kommunalvalget i 2005 blev Brønderslev-Dronninglund sammenlægningsudvalg valgt. 1. januar 2007 blev udvalget Brønderslev-Dronninglund kommunalbestyrelse. Den 18. januar 2007 besluttede kommunalbestyrelsen, at "-Dronninglund" skulle slettes i kommunens navn.